# 596 (numero)
Cinquecentonovantasei è il numero naturale dopo il 595 e prima del 597.

## Proprietà matematiche
- È un numero pari.
- È un numero composto, con 6 divisori: 1, 2, 4, 149, 298, 596. Poiché la somma dei suoi divisori (escluso il numero stesso) è 454 < 596, è un numero difettivo.
- È un numero nontotiente (per cui la equazione φ(x) = n non ha soluzione).
- È un numero congruente.
- È un numero malvagio.
- È un numero poligonale centrale.
- È partre delle terne pitagoriche (230, 552, 596), (360, 596, 698), (596, 3864, 3910), (596, 6864, 6890), (596, 89400, 89402).

## Astronomia
- 596 Scheila è un asteroide della fascia principale del sistema solare.
- NGC 596 è un galassia ellittica della costellazione della Balena.

## Astronautica
- Cosmos 596 è un satellite artificiale russo.